# Nättraby
Nättraby är en tätort i Karlskrona kommun och kyrkby i Nättraby socken i Blekinge.
Här ligger Nättraby kyrka.
I närheten av Nättraby ligger ett småstugeområde som heter Lövenäs.

## Befolkningsutveckling
| Befolkningsutvecklingen i Nättraby 1960–2020 | Befolkningsutvecklingen i Nättraby 1960–2020 | Befolkningsutvecklingen i Nättraby 1960–2020 | Befolkningsutvecklingen i Nättraby 1960–2020 | Befolkningsutvecklingen i Nättraby 1960–2020 |
| -------------------------------------------- | -------------------------------------------- | -------------------------------------------- | -------------------------------------------- | -------------------------------------------- |
|                                              |                                              |                                              |                                              |                                              |
| År                                           |                                              |                                              | Folkmängd                                    | Areal (ha)                                   |
| 1960                                         | 1960                                         |                                              | 1 363                                        |                                              |
| 1965                                         | 1965                                         |                                              | 2 008                                        |                                              |
| 1970                                         | 1970                                         |                                              | 2 486                                        |                                              |
| 1975                                         | 1975                                         |                                              | 2 553                                        |                                              |
| 1980                                         | 1980                                         |                                              | 2 614                                        |                                              |
| 1990                                         | 1990                                         |                                              | 2 634                                        | 257                                          |
| 1995                                         | 1995                                         |                                              | 2 954                                        | 261                                          |
| 2000                                         | 2000                                         |                                              | 2 947                                        | 261                                          |
| 2005                                         | 2005                                         |                                              | 3 053                                        | 277                                          |
| 2010                                         | 2010                                         |                                              | 3 109                                        | 277                                          |
| 2015                                         | 2015                                         |                                              | 3 284                                        | 344                                          |
| 2020                                         | 2020                                         |                                              | 3 319                                        | 349                                          |
|                                              |                                              |                                              |                                              |                                              |

## Historiska personer med koppling till Nättraby
- Johan Aron af Borneman (1768–1846), militär, ingenjör
- Vittus Anderson (1631–1688), bonde, ägare till Trossö
- Wilhelm Eurenius (1863–1925), hovfotograf
- Gerhard Lagerstråle (1814–1887), civilminister, justitieråd
- Axel Lindvall (1852–1931), riksdagsman för Lantmannapartiet
- Per Julius Palén (1870–1934), fabrikör
- Alfred Pettersson (1852–1927), folkmusiker och tonsättare
- Adam Christian Raab (1801–1872), friherre, militär och politiker